# Kučine (Kroatië)
Kučine is een plaats in de gemeente Solin in de Kroatische provincie Split-Dalmatië. De plaats telt 710 inwoners (2001).